# Turkana
Turkana er det andetstørste amt i Kenya. Det er beliggende i den nordvestligste del af landet og var en del af den nu nedlagte provins Rift Valley. 
Hovedstaden i amtet er Lodwar.
Turkana er 77.000 kvadratkilometer  og havde i 2024 997.976 indbyggere.
Turkana er kendt for sine naturskønne landskaber og en rig kultur.